# Distretto di Obuchiv
Il distretto di Obuchiv (in ucraino Обухівський район?) è un distretto nell'oblast' di Kiev in Ucraina. Il suo centro amministrativo è la città di Obuchiv. Ha una popolazione di 227 209 abitanti.
Il 18 luglio 2020, come parte della riforma amministrativa dell'Ucraina, il numero di distretti dell'oblast di Kiev è stato ridotto a sette e l'area del distretto di Obuchiv è stata notevolmente ampliata.